# Syntagma Musicum

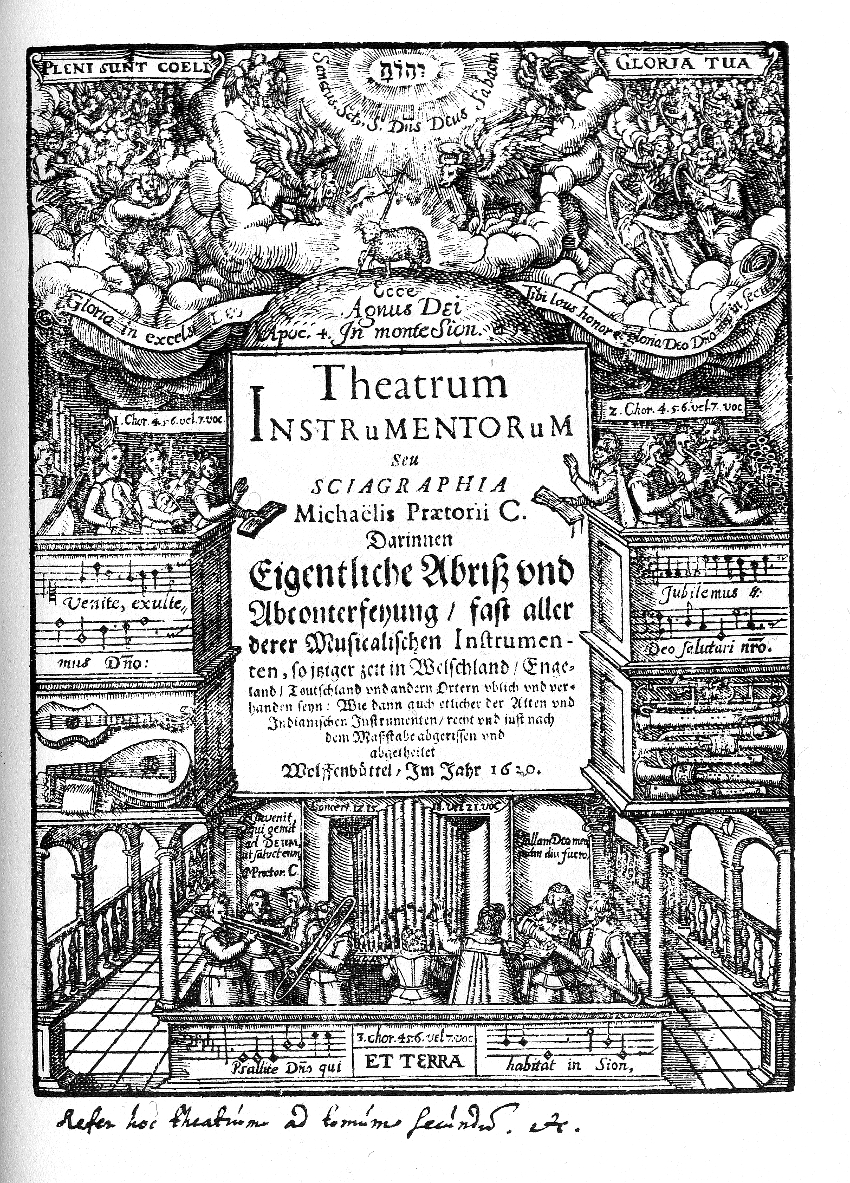
Capa do tratado

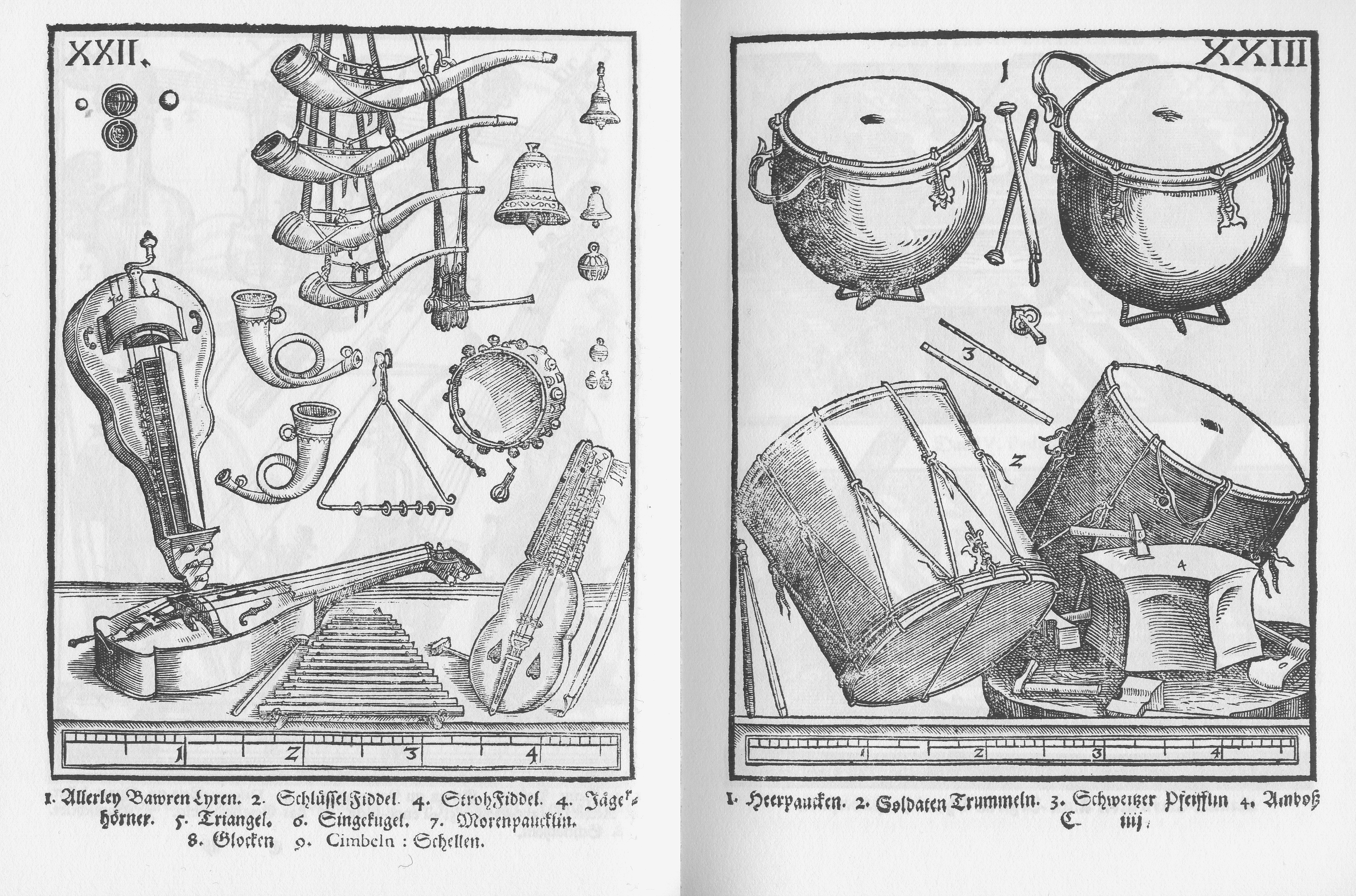
Duas ilustrações

Syntagma Musicum é um tratado de música escrito por Michael Praetorius e publicado em três volumes entre 1615 e 1619. Um quarto volume foi planejado mas nunca publicado.
Tem um caráter enciclopédico, abordando todos os aspectos da arte musical de seu tempo, incluindo história e teoria musical, organologia, iconografia, terminologia, formas e gêneros musicais e práticas de interpretação. Foi de longe a maior realização da musicologia germânica até a data de seu aparecimento, e permaneceu uma importante referência até o início do século XVIII. Ainda hoje é uma das principais fontes para o conhecimento da música do período de transição entre a Renascença e o Barroco.
A obra também faz um retrospecto da história da música sacra e oferece uma longa discussão sobre vários aspectos no contexto político e teológico da Reforma Protestante, ocupando quase todo o primeiro volume, tentando estabelecer as formas da sacralidade especificamente luterana e definir quais tipos de música e instrumental eram adequados ao culto. Além disso, considerando a música uma parte central e indispensável do culto, o autor faz uma defesa dos compositores e músicos sacros, equiparando-os a ministros da religião, e lamenta que a importância da sua atividade no âmbito do culto e da divulgação da doutrina não fosse mais amplamente reconhecida. Também enfatizou a importância dos músicos que serviam aos príncipes, dizendo que eles, glorificando seus feitos e pessoas, contribuíam ao mesmo tempo para exaltar a glória de Deus e para afirmar o poder investido nos governantes que Ele escolheu para reger a Terra.
O Volume I trata da música sacra e eclesiástica, da liturgia da missa, da liturgia das matinas e vésperas, e dos instrumentos musicais.
O Volume II é devotado à organologia e tem duas seções, a primeira tratando dos nomes, classificações, dimensões, tessituras e afinação dos instrumentos, e a segunda seção é dedicada ao estudo do órgão. É de especial interesse a inclusão de uma série de ilustrações mostrando os variados instrumentos, representando-os na escala correta.
O Volume III trabalha primeiro sobre as formas e gêneros vocais e instrumentais, além das formas e estilos de dança. A segunda seção é uma discussão sobre a musicalidade em geral, incluindo análise das técnicas de notação, transposição, arranjo, orquestração e distribuição de vozes. O volume encerra com uma descrição e discussão das práticas italianas.